# سیستون
latitudeسیستونlongitudeسیستون
سیستون (به انگلیسی: Syston) یک شهرک در بریتانیا است که در انگلستان واقع شده‌است.

## خصوصیات
سیستون ۱۱٬۵۰۸ نفر جمعیت دارد.